# Scapharca (Scapharca) diluvii
Anadara (Anadara) diluvii, Anadara diluvii, Arca diluvii, Diluvarca diluvii
Espèce
Synonymes
- Anadara (Anadara) diluvii,
- Anadara diluvii,
- Arca diluvii,
- Diluvarca diluvii

Scapharca diluvii est une espèce fossile de mollusques bivalves de la famille des Arcidae.

## Description

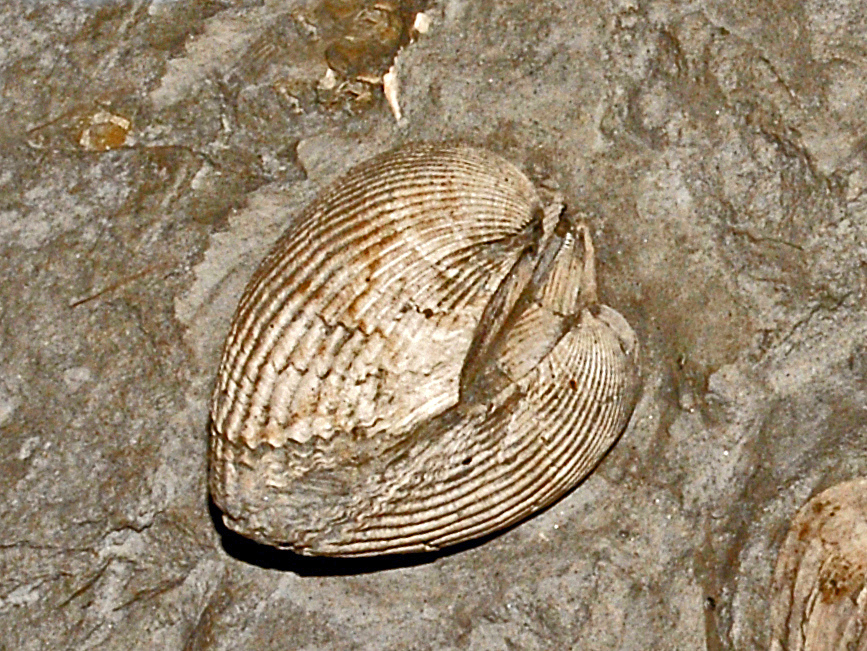
Fossile d'Anadara diluvii

Anadara diluvii est une espèce fossile de mollusques bivalves de la famille des Arcidae

### Publication originale
- Lamarck, J.B.P.A. de. (1805). Suite des mémoires sur les fossiles des environs de Paris. Annales du Muséum National d'Histoire Naturelle. 6: 214-221. Paris.,  Biodiversity Heritage Library - page(s): 219